# 나카구 (오카야마시)
나카구(일본어: 中区 나카쿠[*])는 2009년 4월 1일에 설치된 일본 오카야마현 오카야마시의 4개 행정구 중 하나이다. 4개 행정구 중에서 가장 면적이 좁고 인구밀도가 가장 높은 편이고 구역은 아사히가와강 동쪽, 햣켄강 서쪽에 해당한다.
명칭은 "나카구"이지만 이 행정구 내에는 행정의 중심이 되는 오카야마현청이나 오카야마시청, 교통의 중심이 되는 오카야마역, 대규모 번화가·상가는 존재하지 않는다(이러한 시설은 모두 기타구에 존재한다). 같은 예가 사카이시의 나카구이다(사카이시의 주요 시설은 사카이구에 존재한다).

## 지리
나카구는 구역의 북부에 다쓰노쿠치산, 거의 중앙에 소야마산이 있고 서단에는 기타구·미나미구와의 경계를 이루는 아사히가와강, 동쪽은 히가시구와의 경계를 이루는 아사히가와강 방수로의 햣켄강이 흐르고 있다. 구역의 북부, 다쓰노쿠치산에서 소야마산까지는 아사히가와강에 의해서 형성된 평야로 시가화 구역으로 지정되어 있고 성시(조카마치)의 일각을 담당하고 있던 다카시마·히가시야마 지구, 서일본 여객철도 산요 본선과 국도 250호선(구 국도 2호선)이 통과하는 다카시마·히가시오카야마 지구는 주택이 밀집하고 있다. 한편으로 구역의 남부 소야마산에서 고지마만 연안까지는 에도 시대에 조성된 간척지이며 현재도 논밭이 많이 존재하고 있지만 국도 2호선 오카야마 우회도로가 지나고 신오카야마항이 정비되고 있기 때문에 오카야마현 트럭 터미널을 시작으로 물류 거점이 설치되고 있고 농지가 택지나 공장으로 전용되고 있다.

## 역사
나카구의 구역에는 조몬 시대 후기부터 무로마치 시대에 걸친 복합 유적인 햣켄강 유적이나 소야마 고분군이 존재해 고대부터 사람들이 거주하고 있었음을 알 수 있다. 나라 시대에는 쇼다 지구에 비젠국의 국부가 놓여 있었다고 여겨져 쇼다 폐사터와 하타 폐사터가 있다. 이후 센고쿠 시대에는 묘젠지 전투가 벌어져 당시 빗추국을 장악하고 있던 미무라 모토치카와 하리마·비젠국을 장악하고 있던 우라카미 씨의 가신·우키타 나오이에가 사와다 지구를 중심으로 전쟁을 벌였다.
에도 시대에 가도타 지구·히가시야마 지구는 오카야마 성시의 일부가 되었고 소야마산 기슭에는 지방 영주 이케다 씨에 의해 소겐지 등의 신사 불각이 축조되었다. 또 4대 번주 이케다 쓰나마사의 치세의 1669년에는 아사히가와강의 홍수로부터 도시를 지키기 위해 쓰다 나카타다의 지휘 아래 핫켄강을 개착하였다. 쓰다 나카다나는 그 밖에도 오키 신전 등 간척에 의한 신전 개발을 실시해 현재에도 이러한 토목 유산이 남아 있다.
메이지 시대에 들어서 동서 간선인 산요 철도와 경편 철도인 사이다이지 철도, 산반 철도 등의 철도망이 정비되었다. 다이쇼 시대에는 히가시야마 지구까지 노면 전차가 연장되고 구제 제6고등학교, 오카야마현 오카야마 고등여학교 등이 설치되는 등 문교지구로도 발전을 보였다. 1945년 6월 29일에는 오카야마 공습으로 가도타·히가시야마 지구를 중심으로 공격을 받아 시민이 희생되었다. 전후에는 현대화의 진행으로 국도가 건설되어 연선에 상점이 발달해 주택가로 모습을 바꾸었다.

## 교통

### 철도
- 서일본 여객철도 산요 본선(아코선)
- 오카야마 전기 궤도 히가시야마 본선

### 도로
- 국도 2호선
- 국도 제250호선 (일본)(일본어판)

### 항구
- 오카야마항(일본어판)